# Opisthacanthus capensis
Espèce
Synonymes
- Opisthacanthus validus capensis Thorell, 1876
- Opisthacanthus obscurus Kraepelin, 1911
- Opisthacanthus browni Hewitt, 1925

Opisthacanthus capensis est une espèce de scorpions de la famille des Hormuridae.

## Distribution
Cette espèce se rencontre en Afrique du Sud et au Zimbabwe.

## Description

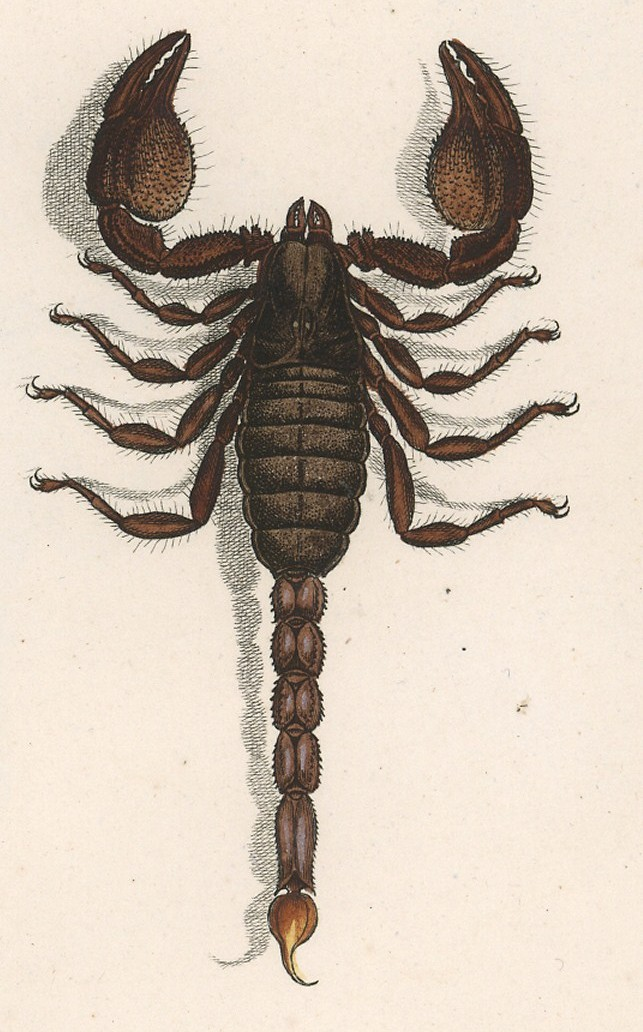
Opisthacanthus capensis

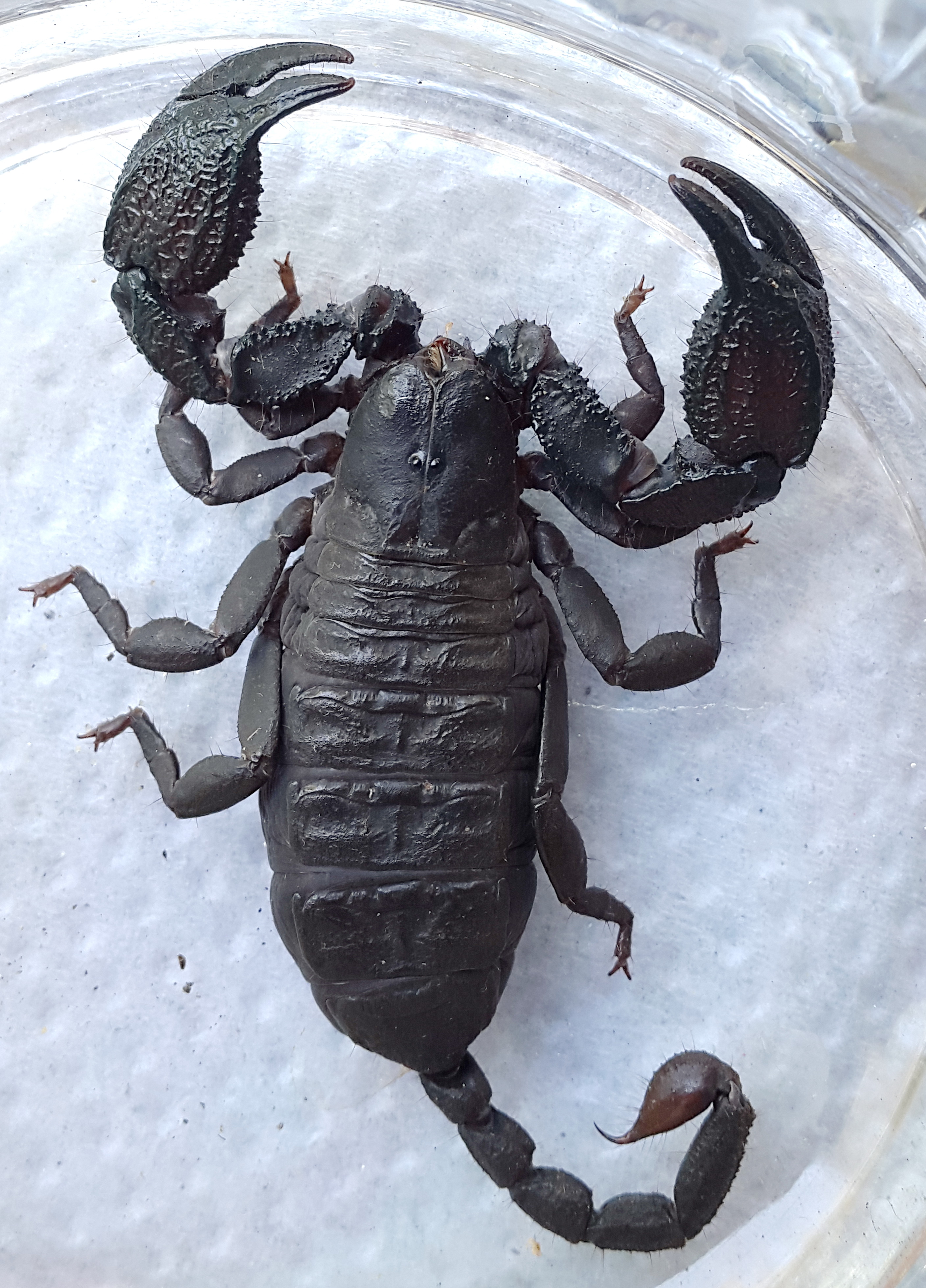
Opisthacanthus capensis

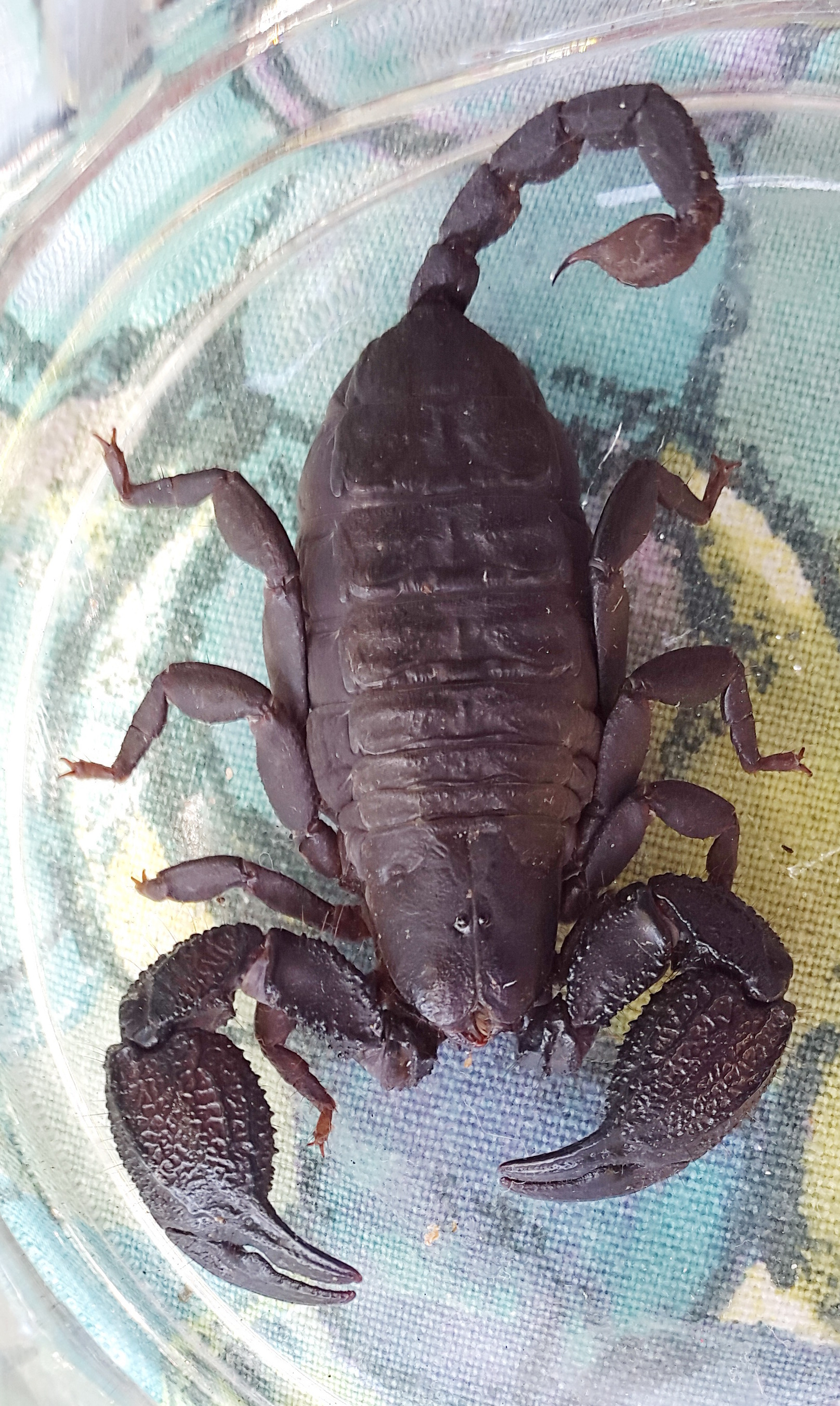
Opisthacanthus capensis

Le mâle décrit par Lourenço en 1987 mesure 65 mm et la femelle 65 mm.

## Systématique et taxinomie
Cette espèce a été décrite sous le protonyme Opisthacanthus validus capensis par Thorell en 1876. Elle est élevée au rang d'espèce par Kraepelin en 1911.
Opisthacanthus obscurus a été placée en synonymie par Hewitt en 1918 et Opisthacanthus browni a été placée en synonymie par Lourenço en 1987.

## Étymologie
Son nom d'espèce, composé de cap et du suffixe latin -ensis, « qui vit dans, qui habite », lui a été donné en référence au lieu de sa découverte, la colonie du Cap.

## Publication originale
- Thorell, 1876 : Études Scorpiologiques. Atti della Società Italiana di Scienze Naturali, vol. 19, p. 75–272 (texte intégral).